# Jerry Palacios
Jerry Nelson Palacios Suazo, conhecido somente por Jerry Palacios (La Ceiba, 13 de maio de 1982) é um futebolista hondurenho que atua como atacante.

## Carreira
Começou sua carreira em 2001, no Olimpia, onde passaria parte da mesma. Atualmente defende o Miami United.

### Terceiro irmão de jogador em Copas
Jerry é o irmão mais famoso dentre cinco representantes da família Palacios: Milton, Johnny e Wilson todos jogadores de futebol.
Com exceção de Milton, que não foi à Copa de 2010, a Seleção Hondurenha se tornou a única equipe a levar três irmãos ao torneio. O motivo: o astro Julio César de León, um dos principais jogadores dos Catrachos, se lesionou e acabaria cortado, abrindo espaço a Wilson.

## Vida pessoal
Assim como seus irmãos, Jerry sofreu um duro golpe em sua vida pessoal: o irmão dele, Edwin, foi sequestrado e morto em 30 de outubro de 1997.